# Racionalidad

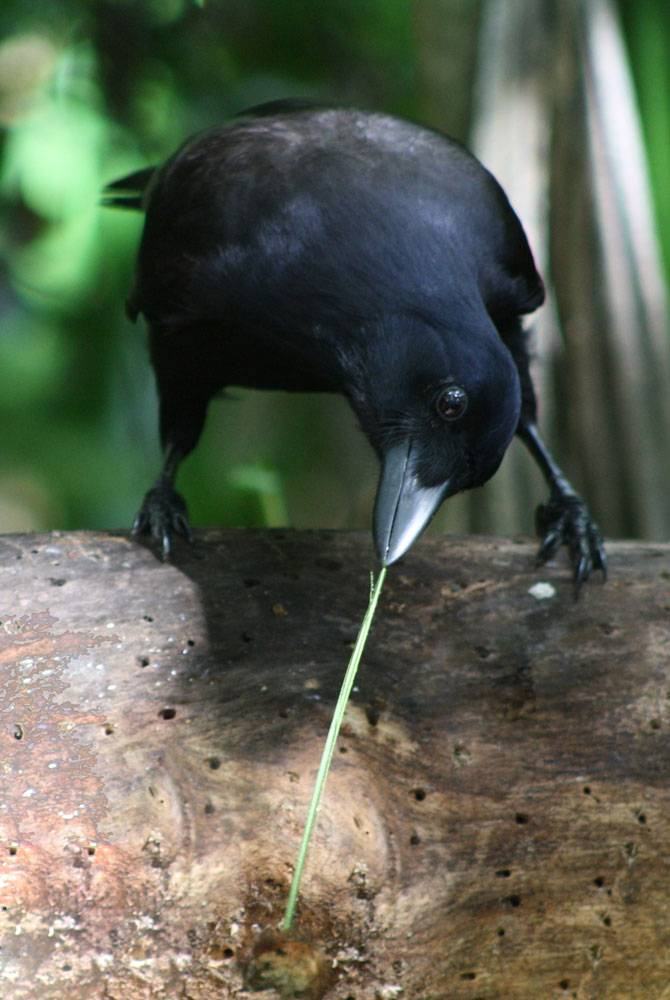
Cuervo de Nueva Caledonia utilizando una herramienta.

La racionalidad es la capacidad que permite pensar, evaluar, entender y actuar de acuerdo a ciertos principios de mejora y consistencia, para satisfacer algún objetivo o finalidad. El ejercicio de la racionalidad está sujeto a mejora continua. Cualquier construcción mental llevada a cabo mediante procedimientos racionales tiene por tanto una estructura lógico-mecánica distinguible (razonamiento)

## La racionalidad humana
El ser humano puede usar la razón para evaluar la mejor manera de alcanzar un determinado objetivo. El ser humano tiene otras formas para tomar decisiones o idear comportamientos donde la racionalidad no parece el principal factor. Estas decisiones o comportamientos, adjetivadas a veces como "irracionales" en realidad esconden frecuentemente aspectos de racionalidad limitada y aspectos de imitación social otras veces. Algunas conductas humanas parecen completamente "irracionales" (desde la perspectiva de la maximización de la satisfacción a corto plazo), y muy pocas son completamente "racionales" (en el sentido de maximizar la consecución de un objetivo).
Generalmente suele decirse que todos los humanos son racionales, pero tal afirmación pasa por alto que existen humanos que no actúan de acuerdo a lo que se define por racional o lo hacen en un grado disminuido, por ejemplo, bebés, discapacitados psíquicos graves, seniles, etc. Es por ello que a estos individuos no se les exigen los mismos deberes que a humanos plenamente racionales.
Evolutivamente, la racionalidad  humana surgió a partir de un conjunto de mecanismos cerebrales, que permitían conductas más complejas basadas en la percepción, la memoria y el procesado eficiente de nueva información con el fin de favorecer la supervivencia de los individuos. En el caso de los seres humanos, la sociabilidad y la tendencia de la especie a formar grupos de individuos emparentados entre sí y que son capaces de reconocer a sus parientes y formar alianzas llevó al desarrollo de capacidades sociales específicas, que facilitarían el desarrollo del lenguaje humano y por tanto de una racionalidad discursiva, y la capacidad de transmitir comportamientos complejos a las nuevas generaciones, que es la base de la tecnología humana.

## La racionalidad animal
No solo el ser humano puede usar la razón para evaluar la mejor manera de alcanzar un determinado objetivo, animales de otras especies también pueden hacer razonamientos simples y en algunos casos complejos sobre cómo resolver un determinado problema. La cognición animal se ocupa de estudiar las capacidades mentales de los animales, entre ellas la capacidad de razonamiento.
Entre los ejemplos de animales en los que se han detectado cognitivamente conductas más complejas están, además de los primates, los delfines y otros mamíferos terrestres, aves como los córvidos y entre los invertebrados destacan los octópoda. La racionalidad no es tan solo en el humano.

## La filosofía
La racionalidad puede aplicarse a nuestras expectativas, a nuestras evaluaciones y a nuestras acciones. Puede fundamentarse en creencias o axiomas. Pero no siempre evaluamos racionalmente. Dado que la parte racional depende de la educación recibida, la forma de educar limita en mayor o menor medida el marco de posibilidades a las cuales poder acudir como parte de las soluciones, por lo que no siempre evaluamos racionalmente y no siempre actuamos de manera racional. La causa es que el ser humano no posee el suficiente criterio como para poder educar a la razón de manera que entienda sus propios sentimientos, pasiones y emociones de forma que dirijan y moldeen a la imaginación y facultades de creación. El buen uso de la razón le da al hombre la voluntad de vivir, perdiendo esta en el momento que no encuentra razones que le satisfagan y alivien el sufrimiento. Por ese motivo no todas nuestras expectativas responden a las exigencias de la racionalidad, ni tampoco nuestras intenciones a la hora de actuar, ni la forma como lo hacemos. La racionalidad es, desde este punto de vista, una aspiración humana, más que una realidad. Por esta razón muchas personas consideran necesarias las religiones, son un atajo a nuestra mente, frente a la agotadora realidad de hacer frente nosotros solos a absolutamente todas las situaciones.[cita requerida]
En la filosofía de la ciencia del siglo XX una de las grandes críticas a la noción clásica de racionalidad provino de la Tesis de la Inconmensurabilidad, la cual daba lugar a una racionalidad valorativa que permitía Desacuerdos Racionales.

## La ciencia
Desde un punto de vista individual, aceptar el mundo de la forma más compatible con nuestra realidad termodinámica, nos hace más aptos y con mejores resultados a la hora de adaptarnos. Por lo tanto, el objetivo en la ciencia es encontrar las explicaciones con mejores resultados en nuestra red neural. La ciencia consigue que las personas podamos establecer expectativas realistas con la verdadera esperanza de poderlas obtener si aplicamos cierto método a nuestra forma de trabajar. La verdadera ciencia da esperanza a las personas. Esto tiene un valor añadido: Si formamos personas emocionalmente equilibradas (personas realistas, que evalúan su objetivo, establecen un cauce racional y trabajan por ello), estaremos definiendo grupos sociales capaces de fomentar la unidad del grupo porque su deseo personal es hacer precisamente eso.[cita requerida]

### Ciencias sociales
En economía, sociología y ciencia política, una decisión se califica frecuentemente como racional si es óptima en cierto sentido. Los individuos u organizaciones se denominan racionales si tienden a actuar óptimamente con respecto a sus objetivos.
El sentido en que personas u organizaciones son racionales depende del contexto social en el cual ha de aplicarse en función del problema particular.
En economía, por ejemplo, se habla de asignación racional de recursos o de estrategia optimizadora racional. En este sentido de "racionalidad" los objetivos o motivos del individuo u organización se consideran preestablecidos y no sujetos a criticismo u objeciones éticas. Por tanto, el concepto económico de racionalidad casi siempre se refiere a consecución de objetivos preestablecidos de acuerdo con ciertas reglas igualmente preestablecidas, sean cuales sean los unos y las otras. Por eso en este sentido a veces la racionalidad se equipara a la conducta auto-interesada o incluso egoísta (donde no se hacen consideraciones aparte de los objetivos individuales del agente económico). Otras veces en economía se usa el término "racionalidad" en situaciones donde existe un conocimiento completo de las consecuencias y condicionantes de las decisiones económicas. Debido al desinterés de la mayoría de planteamientos económicos por analizar la "racionalidad" misma de los objetivos de los agentes, esta concepción de la racionalidad se reduce a comprobar la consistencia lógica de las elecciones económicas (ver teoría de la elección racional).
Bajo el contexto anterior, tenemos que la racionalidad es un comportamiento humano que permite tomar una decisión, considerando normas, conductas, contextos o ideas, de acuerdo a las circunstancias que lo rodean. Así, la existencia de varias posibilidades que se han de evaluar por sus características y consecuencias, le permite al individuo tomar la mejor opción. 
Como principio social y político, permite entender la forma en que las personas, o gobiernos, toman sus decisiones, las motivaciones que les llevan a actuar de determinadas maneras, así como los beneficios que obtienen de ellas, tanto a nivel individual como colectivo, considerando el papel de las instituciones. Para esto, introducimos una perspectiva sociológica que considera el espacio social en el que la relación entre redes e instituciones democráticas tiene lugar, sus formas de coordinación social y sus características normativas.
De acuerdo a Streb (1998) el principio de racionalidad se refiere a la forma en que los individuos toman la mejor decisión entre varias posibles y cuyas posibilidades de elección implica restricciones y consecuencias. Y para Borella (2006) se orienta a explicar y entender la actuación y toma de decisiones de las personas de acuerdo a la situación en que se encuentra, es decir, que en una situación determinada el individuo o la colectividad tomara decisiones respecto a la situación particular y variables del contexto que lo determinen. 
Como principio económico, la racionalidad se centra en el análisis en el cual se busca maximizar beneficios y optimizar las utilidades. La racionalidad da fundamento a la teoría de la elección racional que analiza los problemas y situaciones que impactan en las decisiones individuales y colectivas. 
Si consideramos que los agentes económicos y políticos buscan maximizar sus utilidades, esperaríamos que el principio de racionalidad explique porque el Estado y su aparato gubernamental busca influir en las preferencias sociales para la obtención de más votos, o el mercado busque restringir la competencia para obtener mayor campo de acción y aumentar sus ganancias. Dado que el individuo está buscando maximizar su utilidad, se esperaría que la decisión de participar dependiera de la comparación de utilidades.
Analizar el contexto, las variables, los comportamientos que intervienen en la toma de decisiones de los agentes económicos y políticos, así como los resultados, es la aportación principal del principio de racionalidad, que permite fundamentar las decisiones con base en diversas variables que nos rodean en la elección de una alternativa. En la teoría económica estándar, el comportamiento es motivado principalmente por la búsqueda del interés propio, dejando fuera del análisis otras motivaciones como el altruismo, la generosidad, la justicia, el compromiso social, la búsqueda de reconocimiento, la generosidad o un efecto de warm.